# 神戸市電磯上線
磯上線（いそがみせん）は、かつて神戸市の瀧道停留場 - 春日野停留場間を結んでいた神戸市電の軌道路線である。

## 沿革
- 1910年（明治43年）4月5日：神戸電気鉄道の路線として春日野停留場 - 兵庫駅前停留場間（5.808km）が開業。
- 1913年（大正2年）5月1日：神戸電気鉄道を神戸電気に改称。
- 1917年（大正6年）8月1日：神戸電気の買収により神戸市電の路線となる。それに伴い瀧道停留場 - 兵庫駅前停留場間は栄町本線となる。
- 1934年（昭和9年）以前
  - 磯上通1丁目停留場、磯上通6丁目停留場を設置。
  - 磯上通5丁目停留場を廃止。
- 1935年（昭和10年）
  - 1月1日：並行路線となる東部国道線の開業により運転休止。
  - 7月2日：瀧道停留場を瀧道分岐点へ格下げ。
  - 12月24日：休止扱いとなっていた瀧道分岐点 - 春日野停留場間を廃止し全線廃止。

## 駅一覧
- 1935年12月24日（廃止日）当時
- 背景色がグレーの駅は廃止・休止駅。

| 停留場名    | 読み                        | 接続路線                                              | 廃止日         |
| ----------- | --------------------------- | ----------------------------------------------------- | -------------- |
| 春日野      | かすがの                    | 阪神電気鉄道本線：春日野道駅                          | 1935年12月24日 |
| 南本町1丁目 | みなみほんまち いっちょうめ |                                                       | 1935年12月24日 |
| 南本町4丁目 | みなみほんまち よんちょうめ |                                                       | 1935年12月24日 |
| 磯上通1丁目 | いそがみどおり いっちょうめ |                                                       | 1935年12月24日 |
| 磯上通5丁目 | いそがみどおり ごちょうめ   |                                                       | 1934年以前     |
| 磯上通6丁目 | いそがみどおり ろくちょうめ |                                                       | 1935年12月24日 |
| 瀧道        | たきみち                    | 栄町本線 布引線 税関線 阪神電気鉄道本線（1933年廃止） | 1935年7月2日   |